# Калуп 2 - Смола
Калуп 2 - Смола српска је надолазећа драмско-трилерска мини-серија у режији Бобана Скерлића.
Током 2025 године ће се емитовати на Суперстар ТВ.

## Радња
У овој причи под радним насловом Смола, говоримо о осветничкој порнографији.
Када наизглед безазлени интимни видео са њеним бившим дечком избије на површину, Минин свет се распада. У седмом месецу трудноће, она се бори да заштити свој углед, породицу и каријеру.
Уједно, Мина открива да њен будући муж није оно што се чинило да јесте, а родитељи су на ивици слома. Њен посао је у опасности, а колеге је гледају другачије.
Док се бори да уклони снимке, суочава се са за застрашујућом истином: ни полицијска, ни правосудна ни технолошка решења не могу да реше проблем - оно што се једном нашло на интернету, остаје на интернету заувек. Суочена с немилосрдним таблоидима и друштвеним мрежама, Мина мора пронаћи храброст да се суочи са овом гнусном осветом и крене путем правде и мира, пре него што буде прекасно...
Ова истинита и напета прича о неустрашивој Мини, која се бори за углед и своју будућност, погађа срца гледалаца, истовремено постављајући питања о последицама које могу пратити сваког појединца заувек...

## Улоге
| Глумац             | Улога           |
| ------------------ | --------------- |
| Mилица Стефановић  | Мина            |
| Страхиња Блажић    | Коста           |
| Жељка Цвјетан      | Душка           |
| Марко Баћовић      | Бора            |
| Марко Гверо        | Јакшић          |
| Милица Гојковић    | Буба            |
| Катарина Марковић  | Сандра          |
| Владимир Грбић     | Жарко           |
| Срђан Тимаров      | А манијак       |
| Милан Узелац       | Гостиљац        |
| Исидора Минић      | Мркобрада       |
| Никола Вујовић     | инспектор Минић |
| Владимир Ковачевић | млађи инспектор |
| Александар Микић   |                 |
| Диме Илијев        |                 |